# Dauði Baldrs
Dauði Baldrs är ett musikalbum av Burzum, utgivet 1997.
Albumet spelades in med en synthesizer medan Varg Vikernes avtjänade tid i fängelse.

## Låtförteckning
1. Dauði Baldrs (8.49)
2. Hermoðr á Helferð (2.41)
3. Bálferð Baldrs (6.05)
4. Í Heimr Heljar (2.02)
5. Illa Tiðandi (10.29)
6. Móti Ragnarokum (9.04)

Svenska översättningar:
1. "Balders Död"
2. "Hermods Helfärd"
3. "Balders Bålfärd"
4. "I Hels Hem"
5. "Illa Tidender"
6. "Mot Ragnarök"